# Dices
Dices (łac. Dicensis) – stolica historycznej diecezji w Cesarstwie rzymskim w prowincji Byzacena, współcześnie w Tunezji. Obecnie katolickie biskupstwo tytularne. W latach 2005–2012 biskupem tytularnym Dices był Ryszard Kasyna, jako biskup pomocniczy gdański, a od 2012 na stolicę tę mianowany został biskup pomocniczy białostocki Henryk Ciereszko.

## Biskupi tytularni
| Lp. | Biskup                     | Funkcja                              | Od                   | Do                   |
| --- | -------------------------- | ------------------------------------ | -------------------- | -------------------- |
| 1   | Georges-Henri Guibert CSSp | biskup pomocniczy Dakaru (Senegal)   | 15 grudnia 1949      | 7 listopada 1960     |
| 2   | Fortunato Antonio Rossi    | biskup pomocniczy Parany (Argentyna) | 24 lipca 1961        | 12 sierpnia 1963     |
| 3   | Bolesław Taborski          | biskup pomocniczy przemyski          | 31 października 1963 | 18 listopada 2004    |
| 4   | Ryszard Kasyna             | biskup pomocniczy gdański            | 24 stycznia 2005     | 27 października 2012 |
| 4   | Henryk Ciereszko           | biskup pomocniczy białostocki        | 17 listopada 2012    |                      |